# Маркос Коль
Маркос Коль (ісп. Marcos Coll, 23 серпня 1935, Барранкілья — 5 червня 2017, Барранкілья) — колумбійський футболіст, що грав на позиції півзахисника, зокрема за клуб «Америка де Калі», а також національну збірну Колумбії. По завершенні ігрової кар'єри — тренер.

## Клубна кар'єра
У дорослому футболі дебютував 1952 року виступами за команду «Спортінг» (Барранкілья), в якій провів три сезони, взявши участь у 19 матчах чемпіонату. 
Згодом з 1955 по 1960 рік грав у складі команд «Індепендьєнте Медельїн», «Депортес Толіма» та «Атлетіко Букараманга».
Своєю грою за останню команду привернув увагу представників тренерського штабу клубу «Америка де Калі», до складу якого приєднався 1960 року. Відіграв за команду з Калі наступні п'ять сезонів своєї ігрової кар'єри. Більшість часу, проведеного у складі «Америка де Калі», був основним гравцем команди.
Протягом 1965—1969 років знову захищав кольори клубу «Депортес Толіма».
Завершив ігрову кар'єру у команді «Атлетіко Хуніор», за яку виступав протягом 1970—1971 років.

## Виступи за збірну
1957 року дебютував в офіційних матчах у складі національної збірної Колумбії.
У складі національної збірної Колумбії був учасником першого в її історії чемпіонату світу 1962 року в Чилі, де взяв участь в усіх трьох іграх групового етапу, який колумбійцям подолати не вдалося. На другу і третю ігри виводив команду на поле з капітанською пов'язкою.
Після першої години другої гри у групі проти збірної СРСР Колумбія поступалася з рахунком 1:4. На 63-ій хвилині колубмійці отримали право на кутовий, з якого Коль прямим ударом від кутового прапорця вразив ворота Льва Яшина, скоротивши відставання у рахунку. Після цього успіху південноамериканці сміливіше пішли в атаку і завдяки голам Антоніо Ради і Маріно Клінгера зрівняли рахунок, здобувши своє перше очко в рамках фінальних частин чемпіонатів світу. Згодом Маркос Коль стверджував, що цілеспрямовано намагався вразити ворота прямим ударом, оскільки навіси з кутового були малоперспективними через суттєву перевагу радянських футболістів у зрості.
Наступного року був учасником чемпіонату Південної Америки 1963 у Болівії, на якому колумбійці посіли останнє, сьоме, місце.
Загалом протягом кар'єри у національній команді, яка тривала 7 років, провів у її формі 11 матчів, забивши 5 голів.

## Кар'єра тренера
Розпочав тренерську кар'єру невдовзі по завершенні кар'єри гравця, 1973 року, очоливши тренерський штаб клубу «Атлетіко Хуніор». У подальшому ще тричі приходив на тренерський місток цієї команди.
Помер 5 червня 2017 року на 82-му році життя у місті Барранкілья.